# Ржищівський річковий порт
Ржищівський річковий порт — портове підприємство на річці Дніпро, розташований в місті обласного значення Ржищеві; Має в своєму складі занедбану будівлю річкового вокзалу (не функціонує, натомість в ньому розташована кав'ярня). 

## Історія
Ржищів завжди вважався одним з найважливіших дніпровських портів і на середину ХІХ століття вантажообіг тут був більший, ніж у Київському порту і поступався лише Катеринославу.
Річковий вокзал тут типовий для 70-х років, але рідкісний для невеличких міст. Назва міста і вокзалу написана російською.
Вантажний порт має крани, займається перевантаженням піску і таке інше.

## Керівництво
- директор Тихомиров Андрій Євгенійович